# Eelco Eerenberg
Eelco Eerenberg (Hilversum, 11 april 1984) is een Nederlands bestuurder en D66-politicus. Sinds 19 december 2019 is hij wethouder van Utrecht.

## Opleiding en maatschappelijke loopbaan
Eerenberg groeide op in Hilversum, waar hij het Gemeentelijk Gymnasium doorliep. In 2002 begon hij aan de Universiteit Twente in Enschede de studie Informatica. In 2006 rondde hij cum laude zijn Bachelor af. In 2010 voltooide hij aan dezelfde universiteit de Master Computer Science, eveneens cum laude.
Hij was bestuurder bij de studievereniging I.C.T.S.V. Inter-Actief en het overleg studieverenigingen. In 2006 werd hij politiek actief voor D66 in Enschede als fractievertegenwoordiger en duoraadslid. Van 2006 tot 2010 was hij werkzaam als talent scout bij YER. Na zijn afstuderen richtte Eerenberg zijn eigen bedrijf op, waarin hij webapplicaties en websites ontwikkelde. Vervolgens werkte hij vanaf 2011 tot 2014 als strategie-adviseur bij Thaesis, in 2014 werd hij daar partner.

## Politieke loopbaan
Na een periode als duoraadslid van 2006 tot 2010, zat Eerenberg vanaf 2010 als volwaardig raadslid in de gemeenteraad van Enschede namens D66. Hij was namens zijn fractie woordvoerder voor de onderwerpen Stadsdeelgewijswerken, Mobiliteit, Bestuur en Leefomgeving. Ook was hij voorzitter van de Stadsdeelcommissie Zuid en lid van de Stadsdeelcommissie Oost. Hij was vicefractievoorzitter van D66. Nadat D66 bij de gemeenteraadsverkiezingen in 2014 de grootste partij werd in Enschede, werd Eerenberg naar voren geschoven als wethouder. In een college met BurgerBelangen, CDA, VVD en ChristenUnie was hij belast met de portefeuille Financiën, Onderwijs, Jeugdzorg, Duurzaamheid en Stadsdeel Centrum. Hij was tevens eerste locoburgemeester.
Tot twee keer toe was Eerenberg als locoburgemeester waarnemer in Enschede. Eerst nadat Peter den Oudsten als burgemeester vertrok, in 2014, en later na het vertrek van waarnemend burgemeester Fred de Graaf in 2015. Eerenberg vervult vanuit zijn functie als wethouder ook diverse nevenfuncties. Vanaf 2016 was hij ook een tijd bestuursvoorzitter van Stichting Pioneering. In januari 2016 werd Eerenberg door Binnenlands Bestuur uitgeroepen tot Beste Jonge Lokale Bestuurder vanwege zijn 'heldere en transparante manier van communiceren en de snelheid waarmee hij geschilpunten uit een dossier haalt en partijen bij elkaar brengt.’
Op 19 december 2019 werd Eerenberg geïnstalleerd als wethouder in de gemeente Utrecht. Zijn portefeuille bestond uit Volksgezondheid, Jeugd & Jeugdzorg, Stationsgebied, Milieu & Emissieloos vervoer en Vastgoed. Daarnaast is hij wijkwethouder voor de wijk Leidsche Rijn. In februari 2022 werd Eerenberg voor de tweede keer verkozen tot Beste Jonge Bestuurder door Binnenlands Bestuur, mede "om de snelheid waarmee hij ‘geschilpunten uit een dossier haalt en partijen bij elkaar brengt’. Op 9 juni 2022 werd hij opnieuw benoemd tot wethouder van Utrecht en heeft hij in zijn portefeuille Ruimtelijke Ontwikkeling, Onderwijs, Volksgezondheid, Groot Merwede, Rijnenburg en is hij wijkwethouder voor de wijk Leidsche Rijn.

## Persoonlijke levenssfeer
Eerenberg is getrouwd en heeft drie kinderen.